# Carmen Romero
María del Carmen Julia Romero López (Siviglia, 15 novembre 1946) è una politica spagnola, nota per essere stata la moglie dell'ex Primo ministro Felipe González Márquez, in carica ininterrottamente per quasi 15 anni.

## Biografia
Figlia del colonnello medico dell'esercito Vicente Romero, si laureò in lettere e filosofia presso l'Università di Siviglia, nella quale esercitò in seguito come insegnante di Lingua e Letteratura.
Durante gli anni di studio incontrò il futuro presidente del governo spagnolo nonché futuro segretario generale del Partito Socialista Operaio Spagnolo (PSOE), Felipe González Márquez, con il quale si sposò il 16 luglio 1969, nel monastero di Loreto (Siviglia). Dal matrimonio nacquero tre figli: Pablo, David e María.
Anche se collegata al PSOE, per anni si è tenuta lontana dalla vita pubblica, lontano da tutti i tipi di oneri. Questa discrezione l'ha caratterizzata per quasi 15 anni al Palazzo della Moncloa, durante la presidenza del marito (1982-1996); tuttavia, verso la metà di questo periodo, decise di partecipare più attivamente alla vita politica. Si presentò nella lista del PSOE al Congresso dei Deputati, nella provincia di Cadice, durante le elezioni generali del 29 ottobre 1989, venendo eletta parlamentare.
Rimase deputata socialista a Cadice durante le legislature costituzionali IV (1989-1993), V (1993-1996), VI (1996-2000) e VII (2000-2004). Rinunciò a ripresentare la propria candidatura al Congresso nelle elezioni generali del 14 marzo 2004, come fece il marito.
Il 24 novembre 2008 i media annunciarono il fallimento del matrimonio con Felipe González, e la relazione, di quest'ultimo, con María del Mar García Vaquero.
Attualmente Carmen Romero è membro del comitato esecutivo del consiglio scientifico della Fondazione Mediterraneo, ovvero un'organizzazione che cerca di favorire il dialogo tra le società e le culture dei paesi mediterranei.